# Phorbia juncorum
Phorbia juncorum är en tvåvingeart som beskrevs av Ringdahl 1959. Phorbia juncorum ingår i släktet Phorbia och familjen blomsterflugor. Arten är reproducerande i Sverige. Inga underarter finns listade i Catalogue of Life.